# Boudewijn Boots
B.G.F.M. (Boudewijn) Boots (Veghel, 1 april 1964)  is een Nederlandse vice-admiraal bij de Koninklijke Marine. Sinds 11 december 2024 is hij Inspecteur-generaal der Krijgsmacht.

## Carrière
Boots trad in 1986 in dienst bij de Koninklijke Marine. Aan boord van een mijnenjager nam hij in 1988 deel aan operatie Octopus, een vredesoperatie in de Perzische Golf. Na een overstap op de fregatten volgden verschillende uitzendingen, waaronder de NAVO-missie Operation Sharp Guard die tot doel had het handelsembargo tegen de Federale Republiek Joegoslavië te bewaken. Ook werd Boots uitgezonden als onderdeel van Operation Enduring Freedom.
In de daaropvolgende jaren was hij enige tijd gestationeerd op Curaçao en diende hij vier jaar als liaison officier bij de staf van Flag Officer Sea Training in het Engelse Plymouth. Van december 2010 tot juni 2011 vervulde Boots een staffunctie op het ISAF-hoofdkwartier in Kaboel, Afghanistan. Vanaf juni 2011 volgde een functie als commandant van het luchtverdedigings- en commandofregat Zr.Ms. Evertsen waarna hij vanaf april 2013 als commandant van het Sea Training Command verantwoordelijk werd voor het opwerken van scheepsbemanningen van de marine.
Na een laatste operationele functie van een jaar als commandant van de Standing NATO Maritime Group 2 (SNMG-2) vervulde Boots vanaf 2019 de functie van directeur Operaties (D-OPS) bij de Defensiestaf.
Op 8 maart 2021 volgde schout-bij-nacht Boots luitenant-generaal Onno Eichelsheim op als Plaatsvervangend Commandant der Strijdkrachten, hij werd hiervoor op 22 februari 2021 bevorderd tot vice-admiraal. Per december 2024 volgde zijn benoeming tot Inspecteur-generaal der Krijgsmacht als opvolger van luitenant-generaal der mariniers Frank van Sprang.